# Arcadia Lakes
Arcadia Lakes è un comune degli Stati Uniti d'America, situato in Carolina del Sud, nella Contea di Richland.